# 1-戊烯
1-戊烯(化学式:C
5H
10)，含有一个在链端的碳碳双键。主要由石油裂解得到。
1-戊烯很少单独存在，它主要混在汽油中。